# Plastidă

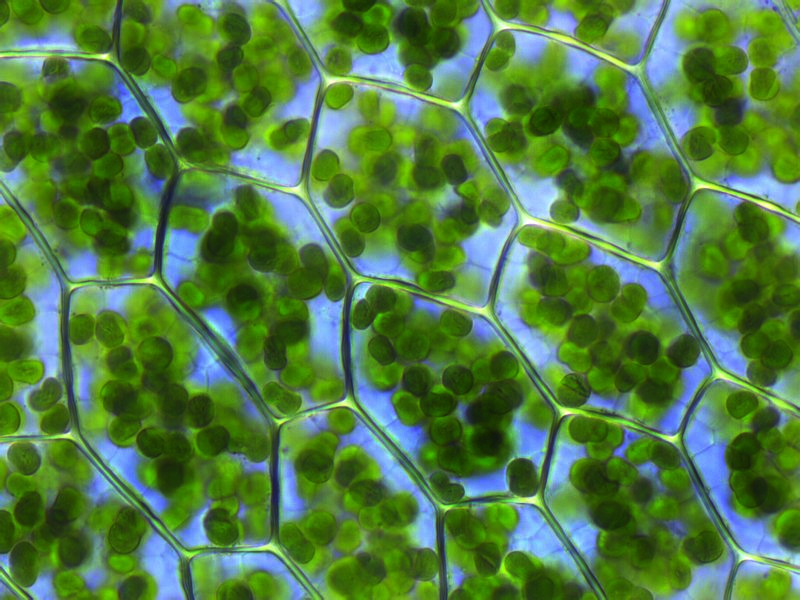
Celule vegetale în care se pot observa cloroplaste

Plastidele sunt organite celulare caracteristice celulelor vegetale care se regăsesc în citoplasmă. Acestea pot avea formă ovală, cilindrică sau lenticulară. Sunt auto-divizibile. Plastidele sunt considerate a fi cianobacterii endosimbiotice, iar cel mai probabil endosimbioza a devenit permanentă prin intermediul unui cianobiont.
Totalitatea plastidelor dintr-o celulă formează plastidomul celular.

## Plastide fotosintetizatoare

### Cloroplastele
Sunt organite celulare specializate pentru realizarea fotosintezei. 
Potențialul lor fotosintetic este conferit de prezenta pigmenților verzi (pigmenții clorofilieni), singurii pigmenți capabili de conversie a energiei luminoase în energie chimică.
Cloroplastele algelor se numesc cromatofori.

#### Structura cloroplastelor
Cloroplastele au un plan unitar de organite. Ele au trei componente structurale-funcționale:
Învelișul
Este format din două membrane lipido-proteice. Membrana internă prezintă pliuri, iar cea externă este netedă.
Stroma
Este sediul reacțiilor ce au loc în timpul fazei de întuneric. Cuprinde un întreg aparat genetic, constituit din molecule de ADN, ARN, ribozomi,enzime și alți factori implicați în replicarea, transcrierea și traducerea informației genetice. Aparatul genetic plastidial este de tip bacterian.
Sistemul tilacoidal
Este cea mai importantă componentă a cloroplastului constituit din vezicule aplatizate numite tilacoide. Tilacoidele sunt asociate și ordonate unul peste altul sub forma unor fisuri cilindrice numite grane. Granele sunt interconectate printr-un sistem de tuburi numite tilacoide stomatice care formează zonele intergranale.

#### Rolul și importanța cloroplastelor
Transformă energia solară în energie chimică, având rol indispensabil în fotosinteză.

## Plastide nefotosintetizatoare

### Cromoplaste
Cromoplastele conțin pigmenți carotenoizi. Ele au un rol ecologic.

### Leucoplaste
Au rol în depozitarea unor substanțe de rezervă. Ele pot fi:
1. amiloplaste (depozitează amidon);
2. proteoplaste (depozitează proteine);
3. oleoplaste (depozitează uleiuri-exemplu: uleiurile volatile);
4. lipidoplaste (depozitează lipide).

### Rolul și importanța plastidelor nefotosintetizatoare
- Dau celulelor și țesuturilor respective culori specifice;
- Depozitarea unor substanțe de rezervă.